# Ex chiesa di San Lorenzo
La ex chiesa di San Lorenzo, attualmente denominata Sala Pegasus, è situata a Spoleto lungo via delle Terme, davanti al palazzo Rosari-Spada. È una piccola chiesa sconsacrata che fino al 1825 ha svolto funzione ecclesiastica. Nel 1972 alcuni interventi di restauro e di consolidamento strutturale hanno permesso di trasformarla in sede di mostre, piccoli convegni ed avvenimenti culturali.

## Storia
Era dedicata a san Lorenzo Illuminatore, monaco siriano, vescovo e martire locale morto nel 576, giunto a Spoleto forse al seguito di Isacco e Brizio per fuggire alle persecuzioni. È detto "illuminatore" per i miracoli, relativi alle guarigioni dalla cecità, che la tradizione gli attribuisce.
È documentata nelle carte dell'abbazia di Sassovivo come chiesa dipendente nel 1138. Appartenenva alla vaita Sant'Andrea.
Divenuta parrocchiale in epoca imprecisata, la sede venne soppressa dal papa spoletino Leone XII nel 1825 e unificata alla chiesa di San Domenico, all'epoca chiamata chiesa del Salvatore.
Agli inizi del Novecento la chiesa, la sacrestia e la casa parrocchiale versavano in totale stato d'abbandono, rifugio per i senzatetto. Dagli anni cinquanta in poi non è stata più officiata ma utilizzata come deposito e rivendita di carbone.

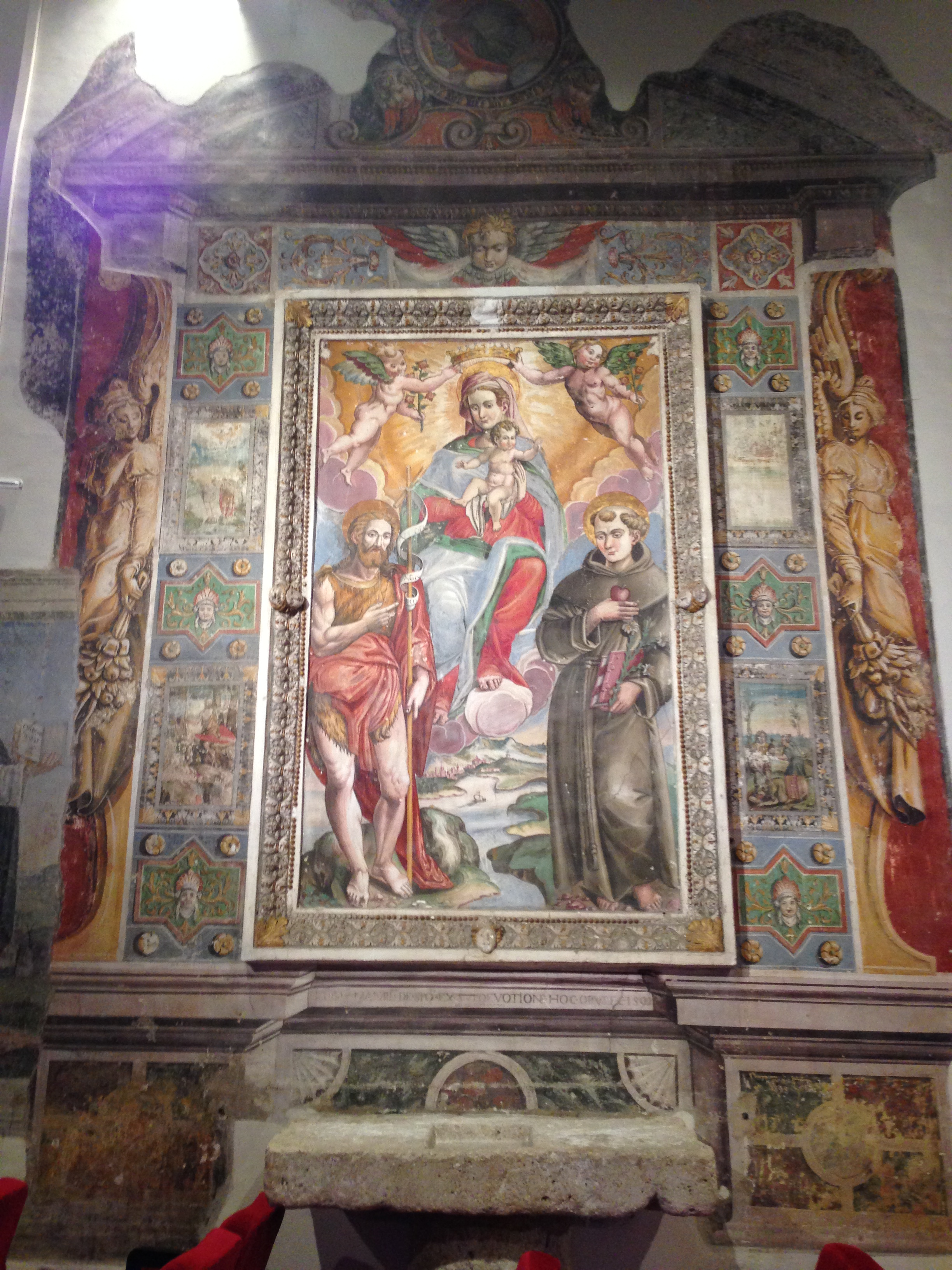
Affresco con la Vergine delle Rose, san Giovanni Battista e sant'Antonio da Padova

## Descrizione
Databile alla prima metà del XII secolo presenta la facciata in pietre squadrate con tetto a due spioventi. Il portale è a due rincassi e al di sopra si apre una bifora ornata di una colonna con capitello fogliato. Il campanile a vela è posteriore e sostituisce un altro precedente che doveva sorgere al centro della facciata. A sinistra del portale, un'edicola protetta da una tettoia lignea, ospitava un'immagine di san Michele Arcangelo andata perduta.
L'interno, restaurato nel 1972 è un'unica sala di m. 17,25 x 6,35 m. alta 6,50 m., con tetto a capriata.
Al suo interno ospita alcuni affreschi:
- santa Maria Maddalena, parete laterale destra, XVI secolo
- san Giovanni Battista, sant'Antonio da Padova e la Vergine delle Rose (o del Rosario), affresco inserito nell'altare della parete laterale destra, anno 1592
- san Pietro martire di Verona, parete laterale destra, XVI secolo
- beato Pietro di Lussemburgo, parete laterale destra, XVI secolo

Nella parete laterale sinistra troviamo:
- una pala d'altare raffigurante Sant'Antonio da Padova e la Sacra Famiglia, olio su tela, XVIII secolo
- un altare tardo barocco costruito parte in muratura, parte in legno dipinto a finto marmo; una cornice rettangolare al centro esponeva un'immagine non più visibile. In alto una tabella con cornice dorata reca l'iscrizione Mater boni consilii.

Nel pavimento si aprono due sepolture.

## Sala Pegasus

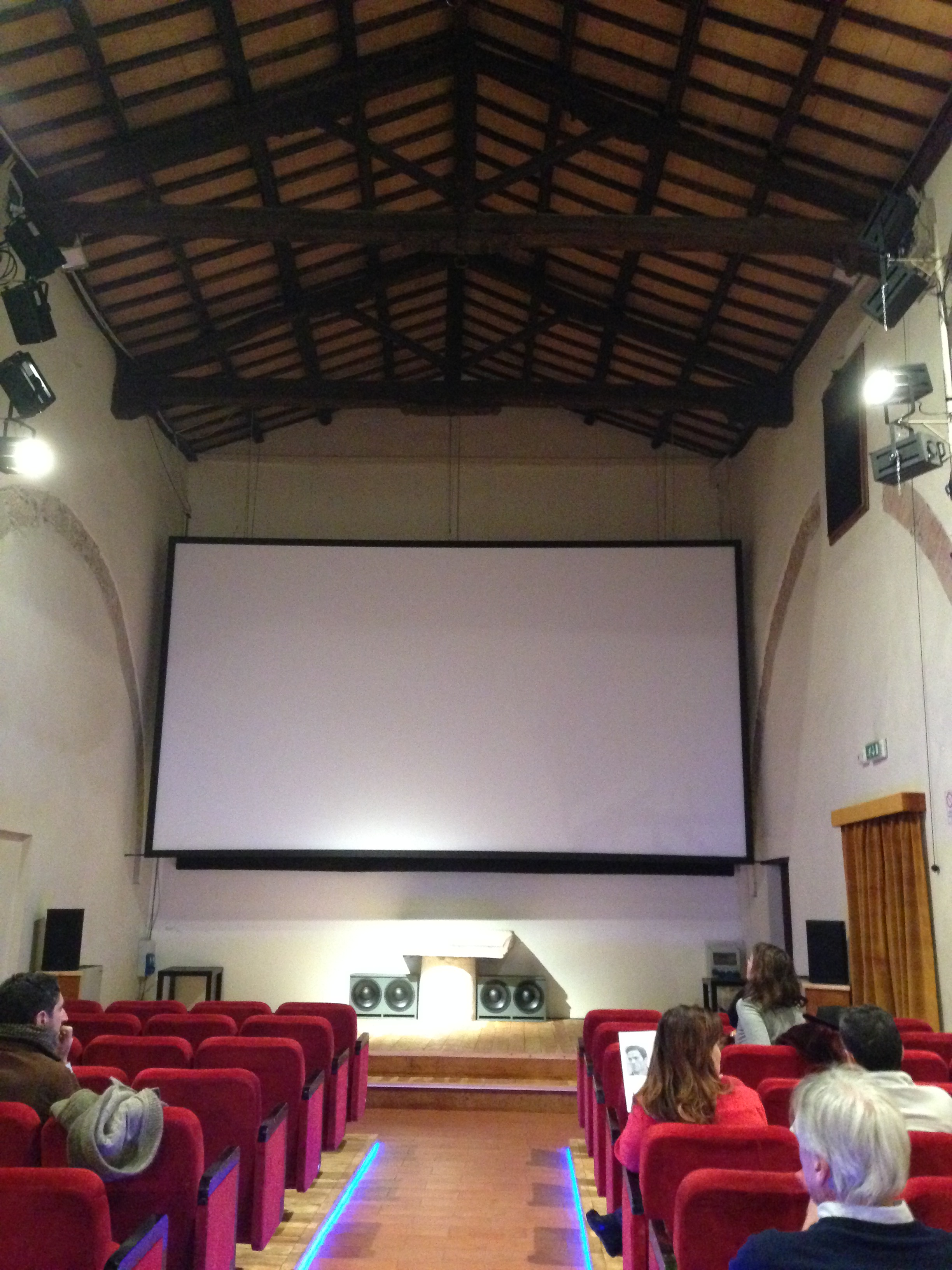
Cinema Sala Pegasus

Viene denominata Sala Pegasus dopo i restauri effettuati dall'Associazione Amici di Spoleto e dalla Fondazione Festival dei Due Mondi nel 1972, grazie ad un finanziamento della Mobil Oil Italiana che, avendo un pegaso alato come marchio d'azienda, impone il nuovo nome. Utilizzata e gestita dal Festival dei Due Mondi, ha ospitato installazioni, mostre, concerti. Anche il Teatro lirico sperimentale negli anni vi ha programmato una lunga serie di concerti vocali, strumentali, spettacoli di teatro musicale, musica da camera e conferenze musicologiche.
Ulteriori restauri al tetto, all'impianto elettrico, alla diffusione acustica e al sistema di riscaldamento si sono svolti negli anni ottanta.
Rimasta chiusa per circa 7 anni, la monosala di 78 posti, torna di nuovo in funzione nel dicembre 2014 come spazio culturale polivalente per conferenze, attività musicali di nuovo in collaborazione con il Teatro lirico sperimentale, e proiezioni cinematografiche. La programmazione prevede film in prima visione, cinema d'essai, documentari, rassegne e incontri con gli autori.
Nell'agosto 2018 la Sala Pegasus vince il Premio Lizzani ex aequo con il PostModernissimo di Perugia; il riconoscimento, intitolato a Carlo Lizzani, è destinato alla sala più virtuosa, all'esercente italiano che più ha dato spazio al cinema di qualità.